# Mytischtschi
Mytischtschi (russisch Мытищи anhörenⓘ, wiss. Transliteration Mytišči) ist eine russische Großstadt in der Oblast Moskau. Mit 173.160 Einwohnern (Stand 14. Oktober 2010) ist sie einer der größten Orte der Oblast.

## Lage
Mytischtschi liegt unmittelbar vor dem nordöstlichen Stadtrand von Moskau am Fluss Jausa, 19 km vom Moskauer Zentrum entfernt. Südlich der Stadt erstreckt sich das Waldgebiet des Nationalparks Lossiny Ostrow, auf dem entlang des Autobahnrings MKAD die Grenze zwischen Mytischtschi und Moskau verläuft.
Außer Moskau grenzt die Stadt Koroljow an Mytischtschi. Zum Ballungsgebiet rund um Mytischtschi gehören darüber hinaus die Städte Puschkino, Dolgoprudny, Iwantejewka und Schtscholkowo.

## Geschichte

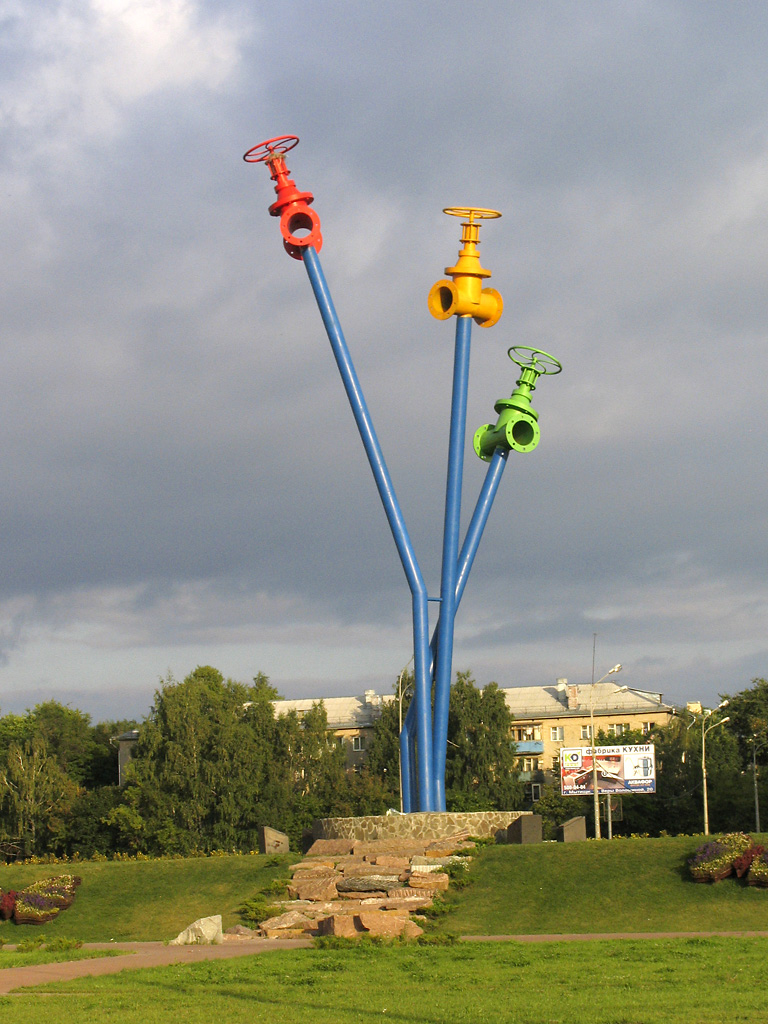
Denkmal für die erste russische Wasserleitung in Mytischtschi

Die Stadt ging aus einer Zollstation auf dem Weg nach Sergijew Possad hervor, die 1460 das erste Mal urkundlich erwähnt wurde. Dabei hat die Stadt Überlieferungen zufolge ihren heutigen Namen der Tatsache zu verdanken, dass in diesem Bereich der Straße Maut (altrussisch: myt) erhoben wurde.
Spätestens aus dem 17. Jahrhundert stammt auch die erste Erwähnung von Mytischtschi als eigenständiges Dorf. Dieses konnte sich im Laufe der Jahrhunderte vor allem dank seiner Lage an der wichtigen Straße, die Moskau mit dem Dreifaltigkeitskloster von Sergijew Possad und weiter mit Jaroslawl verband, wirtschaftlich entwickeln. Mitte des 19. Jahrhunderts zählte der Ort knapp 1000 Einwohner.
Eine zusätzliche Bedeutung erhielt Mytischtschi mit dem Bau der ersten russischen Wasserleitung durch Friedrich Bauer Ende des 18. Jahrhunderts, die Trinkwasser aus den umgebenden Quellen bis nach Moskau speiste. Diese Leitung versorgte Moskau noch bis ins 20. Jahrhundert mit Wasser. 1862 wurde durch Mytischtschi mit der Strecke von Moskau nach Sergijew Possad eine der ersten russischen Eisenbahnlinien verlegt. Ende 1892 wurde die von Nikolai Simin gebaute neue Wasserversorgung in Betrieb genommen. Mit der Errichtung von Baumwollmühlen Ende des 19. Jahrhunderts setzte die Industrialisierung der Stadt ein, die ihren Höhepunkt mit der Gründung der Waggonfabrik (heute: Metrowagonmasch) durch den Industriellen Sawwa Mamontow erreichte. Gleichzeitig wurde die Gegend rund um Mytischtschi, auch dank der hier zahlreichen Wälder, als Datschenvorort Moskaus beliebt.
1925 erhielt Mytischtschi, mittlerweile eine große Arbeitersiedlung der Waggonfabrik mit über 20.000 Einwohnern, den Stadtstatus. Das heutige Stadtbild wird vor allem durch Wohnviertel aus der Nachkriegszeit bestimmt, die weit über das Territorium des ehemaligen Dorfes hinaus reichen.
Bei Mytischtschi befindet sich der 2013 eröffnete Militärgedenkfriedhof der Russischen Föderation als Nachfolgeeinrichtung der Nekropole an der Kremlmauer.

### Städtepartnerschaften
Mytischtschi listet folgende dreizehn Partnerstädte und -kreise auf:
| Stadt           | Land                               | seit            |
| --------------- | ---------------------------------- | --------------- |
| Angarsk         | Irkutsk, Russland                  | 2007            |
| Bachtschyssaraj | Autonome Republik Krim, Ukraine    | 2015            |
| Baranawitschy   | Brest, Belarus                     | 2001            |
| Borissow        | Minsk, Belarus                     | 2000            |
| Düren           | Nordrhein-Westfalen, Deutschland   | 2011, 13. April |
| Gabrowo         | Bulgarien                          | 2002            |
| Lecco           | Lombardei, Italien                 | 2005            |
| Nymburk         | Mittelböhmische Region, Tschechien | 2004            |
| Panevėžys       | Litauen                            | 2001            |
| Płock           | Masowien, Polen                    | 2003            |
| Schodsina       | Minsk, Belarus                     | 1996            |
| Smaljawitschy   | Minsk, Belarus                     | 1998            |
| Tschernihiw     | Ukraine                            | 2001            |

1. ↑  Die Partnerschaft mit Nymburk wurde am 10. März 2022 beendet
2. ↑  Die Partnerschaft mit Tschernihiw wurde am 1. März 2016 beendet

### Bevölkerungsentwicklung
| Jahr | Einwohner |
| ---- | --------- |
| 1897 | 1.000     |
| 1926 | 17.000    |
| 1939 | 60.118    |
| 1959 | 98.606    |
| 1970 | 118.653   |
| 1979 | 140.656   |
| 1989 | 154.068   |
| 2002 | 159.900   |
| 2010 | 173.160   |
| 2016 | 201.130   |

Anmerkung: Volkszählungsdaten (bis 1926 gerundet)

## Wirtschaft
Heute ist Mytischtschi eine industriell geprägte Satellitenstadt von Moskau. Zu den wichtigsten Wirtschaftszweigen zählen der Maschinenbau – der bekannteste Industriebetrieb der Stadt ist das 1897 gegründete Metrowagonmasch-Werk, das unter anderem U-Bahn-Züge für Moskau und viele andere Städte produziert. Weiterhin gibt es in der Stadt Gerätebau und Kabelproduktion und seit 2008 eine Großbrauerei.

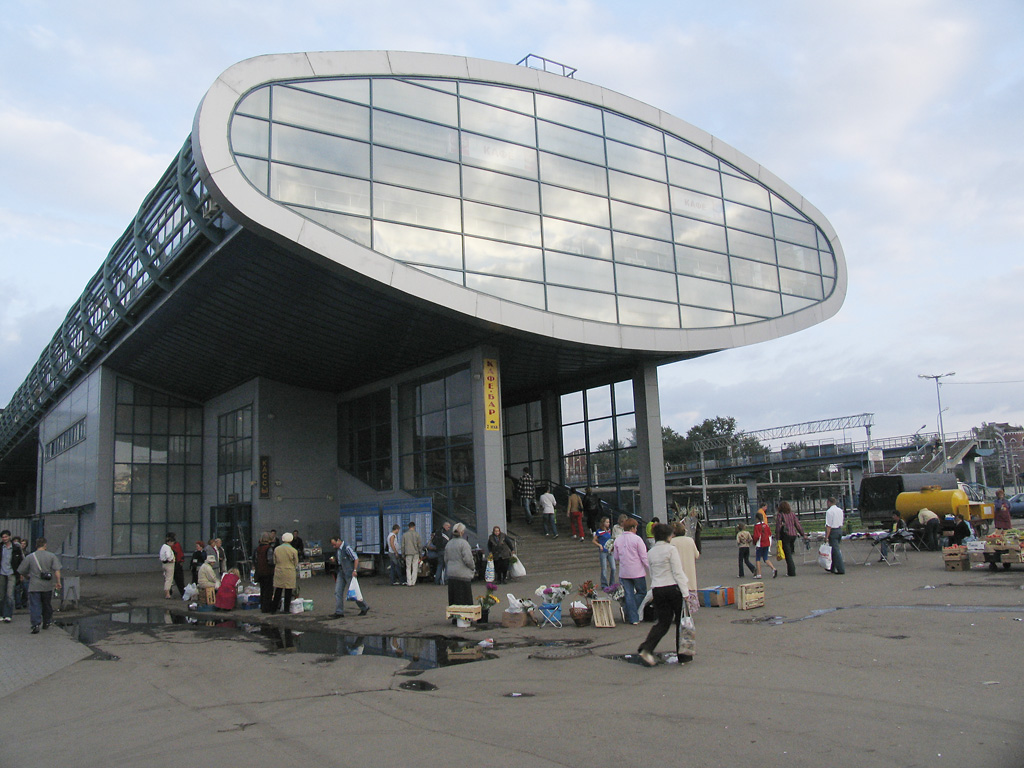
Hauptbahnhof Mytischtschi

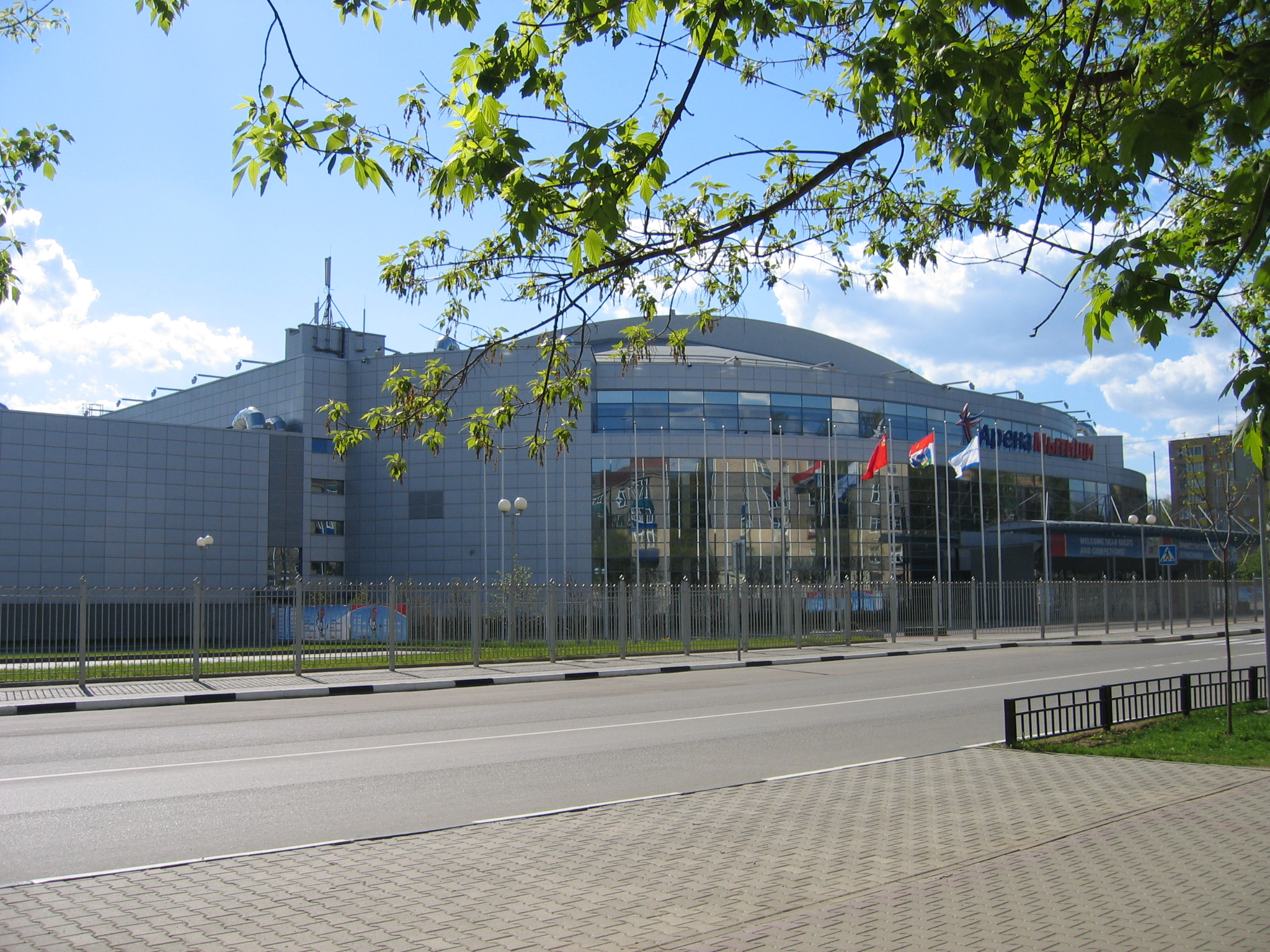
Mytischtschi-Arena

## Verkehr

### Straße
Mit der Lage an der „Jaroslawler Chaussee“ – der heutigen M8 – ist Mytischtschi an das russische Fernstraßennetz angebunden.

### Bahn
Die Stadt ist vor allem ein wichtiger Eisenbahnknotenpunkt: Sie befindet sich an der Teilstrecke der Transsibirischen Eisenbahn von Moskau nach Jaroslawl, von der in diesem Bereich zwei Stichstrecken für den Personenverkehr abzweigen. Vom Hauptbahnhof Mytischtschi aus bestehen regelmäßige Zugverbindungen nach Moskau zum Jaroslawler Bahnhof, darunter mit S-Bahn-ähnlichen Expresszügen Sputnik, die zur Hauptverkehrszeit im 15-Minuten-Takt fahren.

## Sport
- Mytischtschi-Arena:  Die Stadt Mytischtschi war im Jahr 2007 Austragungsort der 71. A-Eishockey-Weltmeisterschaft, die in Russland stattfand. Dazu wurde im Jahre 2006 die Mytischtschi-Arena gebaut. Diese ist auch die Spielstätte des in der Stadt beheimateten Eishockeyklubs Atlant.
- Dynamo-Schießanlage: In Mytischtschi liegt auch die Dynamo-Schießanlage, in der während der XXII. Olympischen Sommerspiele in Moskau 1980 die Wettbewerbe im Schießen abgehalten wurden.

## Söhne und Töchter der Stadt
- Grigori Sokolow (1904–1973), Generalleutnant[7]
- Sergei Kisseljow (1905–1962), Archäologe und Historiker
- Jewgeni Sawizki (1912–1984), Physikochemiker, Metallkundler und Hochschullehrer
- Juri Medwedew (1920–1991), Schauspieler und Synchronsprecher
- Wiktor Bystrow (1931–1992), Boxer
- Lew Schustko (1935–2004), Generaloberst[8]
- Juri Besmenow (1939–1993), sowjetischer Journalist
- Gennadi Strekalow (1940–2004), Kosmonaut
- Jelena Kondakowa (* 1957), Kosmonautin
- Tatjana Golikowa (* 1966), Ökonomin und Politikerin
- Swetlana Sabolujewa (* 1966), Basketballspielerin[9]
- Swetlana Moskalez (* 1969), Leichtathletin
- Jewgeni Ditrich (* 1973), Politiker, Verkehrsminister
- Alexander Pitschuschkin (* 1974), Serienmörder
- Wadim Jewsejew (* 1976), Fußballspieler und -trainer[10]
- Alexei Bassow (* 1977), Autorennfahrer
- Jewgeni Kirillow (* 1987), Tennisspieler